# Thomisops lesserti
Thomisops lesserti är en spindelart som beskrevs av Jacques Millot 1942. Thomisops lesserti ingår i släktet Thomisops och familjen krabbspindlar. Inga underarter finns listade i Catalogue of Life.